# Hamid Chitchian

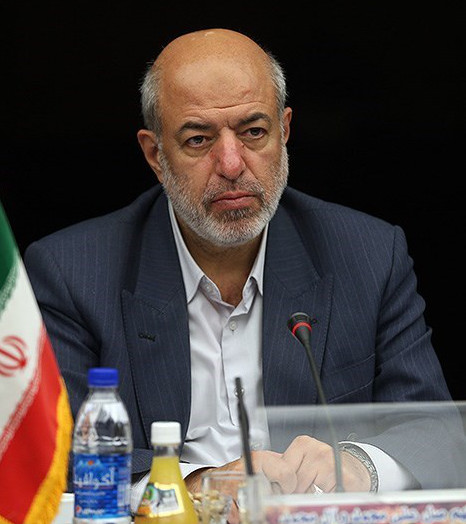
Hamid Chitchian

 Hamid Chitchian  (persisch حمید چیت‌چیان Hamid Tschitschiyan; * um 1957) ist ein iranischer Politiker. Er wurde im August 2013 als Energieminister der Regierung Rohani nominiert.